# Armie Hammer
Armand Douglas "Armie" Hammer, född 28 augusti 1986 i Santa Monica, Kalifornien, är en amerikansk skådespelare. Han är känd för sin roll som Winklevoss-tvillingarna i Social Network (2010), Clyde Tolson i J. Edgar (2011), Andrew Alcott i Spegel, spegel (2012), John Reid i The Lone Ranger (2013) och Oliver i Call me by your name (2017).
Han är sonsons son till företagsledaren och filantropen Armand Hammer. Han var mellan 2010 och 2023 gift med TV-personligheten och entreprenören Elizabeth Chambers (född 1982). Paret separerade 2020.
År 2021 anklagades han av flera kvinnor för sexuella övergrepp och våldtäkt. Anklagelserna ledde till att flera stora filmbolag bröt med Hammer och han gick miste om flera planerade filmroller. Hammer förnekade anklagelserna. År 2024 återvände han till filmbranschen.

## Filmografi (i urval)
| År   | Titel                   | Roll                              | Anmärkning          |
| ---- | ----------------------- | --------------------------------- | ------------------- |
| 2006 | Flicka                  | Prefekt                           |                     |
| 2006 | Veronica Mars           | Kurt                              | TV-serie, 1 avsnitt |
| 2007 | Desperate Housewives    | Barrett                           | TV-serie, 1 avsnitt |
| 2008 | Blackout                | Tommy                             |                     |
| 2008 | Billy: The Early Years  | Billy Graham                      | TV-film             |
| 2009 | Spring Breakdown        | Abercrombie pojke                 |                     |
| 2009 | 2081                    | Harrison Bergeron                 | Kortfilm            |
| 2009 | Reaper                  | Morgan                            | TV-serie            |
| 2009 | Gossip Girl             | Gabriel Edwards                   | TV-serie            |
| 2010 | Social Network          | Cameron & Tyler Winklevoss        |                     |
| 2011 | J. Edgar                | Clyde Tolson                      |                     |
| 2012 | Spegel, spegel          | Andrew Alcott                     |                     |
| 2012 | The Simpsons            | Cameron & Tyler Winklevoss (röst) | TV-serie, 1 avsnitt |
| 2012 | American Dad!           | Car rental agent (röst)           | TV-serie, 1 avsnitt |
| 2013 | The Lone Ranger         | John Reid / The Lone Ranger       |                     |
| 2015 | The Man from U.N.C.L.E. | Illya Kuryakin                    |                     |
| 2015 | Entourage               | Sig själv                         |                     |
| 2016 | The Birth of a Nation   | Samuel Turner                     |                     |
| 2016 | Free Fire               | Ord                               |                     |
| 2016 | Nocturnal Animals       | Hutton Morrow                     |                     |
| 2016 | Mine                    | Mike                              |                     |
| 2017 | Call Me by Your Name    | Oliver                            |                     |
| 2017 | Hotel Mumbai            |                                   |                     |
| 2020 | Rebecca                 | Maxim de Winter                   |                     |